# WTA Challenger Taipeh

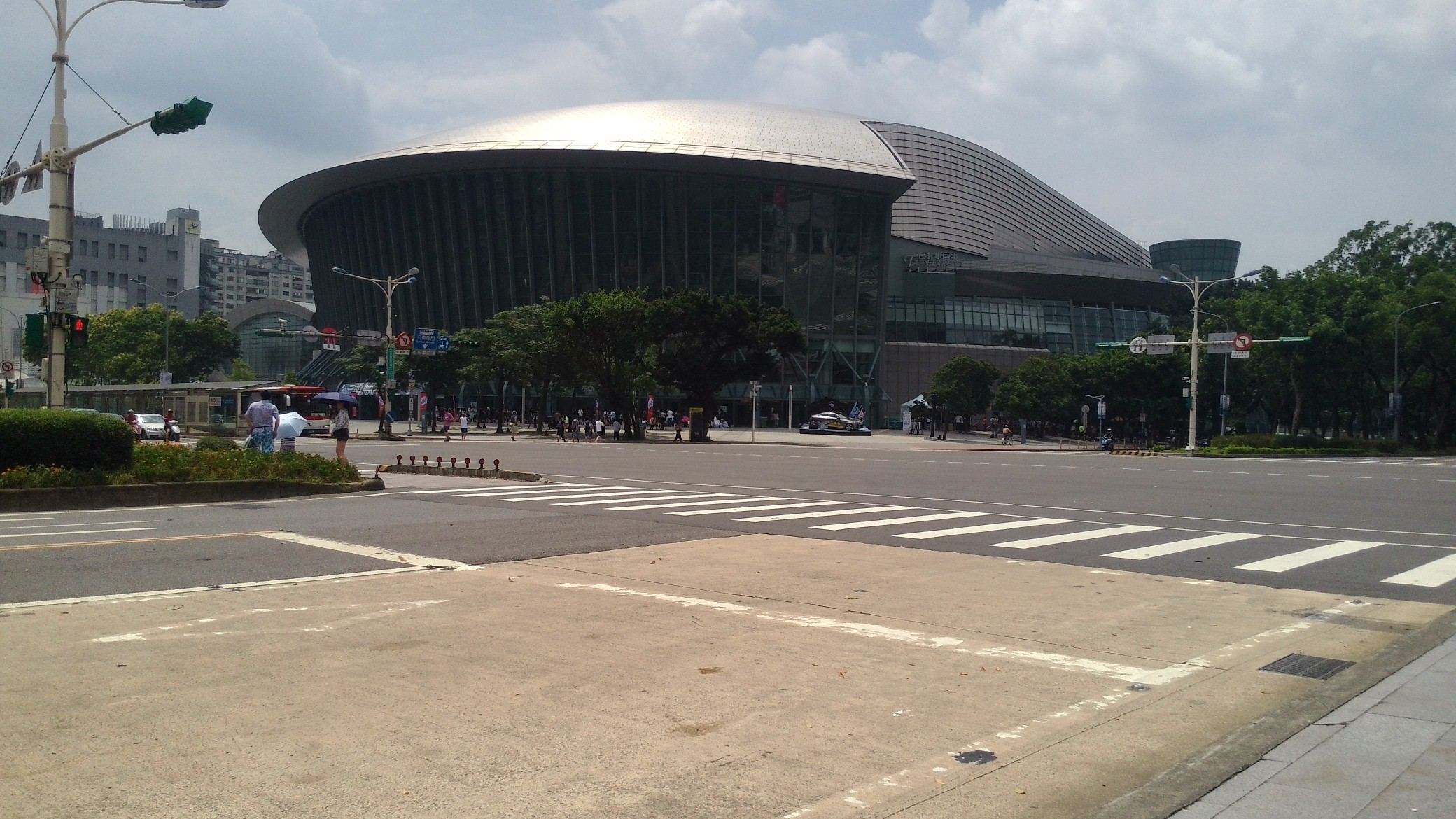
Taipei Arena

Das WTA Challenger Taipeh (offiziell: The OEC Taipei WTA Ladies Open) ist ein Damen-Tennisturnier der 2012 neu ins Leben gerufenen Challenger-Serie, die auch als WTA125s bezeichnet wird, mit 160 Weltranglistenpunkten und einem Preisgeld von 125.000 US-Dollar für die Siegerinnen in Einzel und Doppel. Das Turnier, das erste dieser WTA-Kategorie, wird in der Taipei Arena in Taipeh auf Teppich ausgetragen.
Von 2007 bis 2011 wurde die Veranstaltung als ITF-Turnier (ITF Taipeh) ausgetragen – 2007 mit einem Preisgeld von 50.000 US-Dollar; ab 2008 wurden 150 Weltranglistenpunkte und 100.000 US-Dollar Preisgeld ausgespielt.

## Siegerliste

### Einzel
| Jahr | Siegerin             | Finalgegnerin    | Ergebnis      |
| ---- | -------------------- | ---------------- | ------------- |
| 2012 | Kristina Mladenovic  | Chang Kai-chen   | 6:4, 6:3      |
| 2013 | Alison Van Uytvanck  | Yanina Wickmayer | 6:4, 6:2      |
| 2014 | Witalija Djatschenko | Chan Yung-jan    | 1:6, 6:2, 6:4 |
| 2015 | Tímea Babos          | Misaki Doi       | 7:5, 6:3      |
| 2016 | Jewgenija Rodina     | Chang Kai-chen   | 6:4, 6:3      |
| 2017 | Belinda Bencic       | Arantxa Rus      | 7:63, 6:1     |
| 2018 | Luksika Kumkhum      | Sabine Lisicki   | 6:1, 6:3      |
| 2019 | Witalija Djatschenko | Tímea Babos      | 6:3, 6:2      |

### Doppel
| Jahr | Siegerinnen                            | Finalgegnerinnen                       | Ergebnis          |
| ---- | -------------------------------------- | -------------------------------------- | ----------------- |
| 2012 | Chan Hao-ching Kristina Mladenovic     | Chang Kai-chen Wolha Hawarzowa         | 5:7, 6:2, [10:8]  |
| 2013 | Caroline Garcia Jaroslawa Schwedowa    | Anna-Lena Friedsam Alison Van Uytvanck | 6:3, 6:3          |
| 2014 | Chan Hao-ching Chan Yung-jan           | Chang Kai-chen Chuang Chia-jung        | 6:4, 6:3          |
| 2015 | Kanae Hisami Kotomi Takahata           | Marina Melnikowa Elise Mertens         | 6:1, 6:2          |
| 2016 | Natela Dsalamidse Weronika Kudermetowa | Chang Kai-chen Chuang Chia-jung        | 4:6, 6:3, [10:5]  |
| 2017 | Weronika Kudermetowa Aryna Sabalenka   | Monique Adamczak Naomi Broady          | 2:6, 7:65, [10:6] |
| 2018 | Ankita Raina Karman Kaur Thandi        | Olga Doroschina Natela Dsalamidse      | 6:3, 5:7, Aufgabe |
| 2019 | Lee Ya-hsuan Wu Fang-hsien             | Dalila Jakupović Danka Kovinić         | 4:6, 6:4, [10:7]  |